# Amnaya
Amnaya é um termo da mitologia hindu. Tradição sagrada agregada aos Vedas. 
Segundo o Kularnava Tantra: 

"...Os cinco amnayas nascem das minhas cinco mascaras, elas são o leste, oeste, sul, norte e o acima (formando um diedro cartesiano com três dimensões), os cinco amnayas são conhecidos por trazerem a libertação (moksha). Muitos são os amnayas mas nenhum deles se equipara ao Urdvhamnaya. Esta é a verdade, Vararohe, não se discute isso.
...As melhores pessoas se atêm ao Urdvhamnaya pela graça do guru. Quem quer que o conheça, sabe tudo , é adorado, e se torna igual a mim. O  amnaya ocidental é a criação, o amnaya latino o crescimento, o amnaya oriental é a dissolução e amnaya nórdico vem da graça. O amnaya ocidental é o mantra yoga, o amnaya latino é o bhakti yoga, o amanaya oriental é karma yoga e o amnaya nórdico é o jnana yoga. Há 24 divisões do amnaya ocidental , o latino tem 25, assim é dito, o oriental tem 32 divisões e o nórdico afortunamente tem 36 divisões.
Estas divisões não existem no Urdvhamnaya, Oh senhoras dos Kulas! Plenamente, ele é o próprio Shiva e nada age sobre ele. Eu não posso falar da magnificência do Urdvhamnaya, do meu amor por ele, você precisa nascer para esta verdade, Varanane!
Assim o grande Urdvhamnaya foi me mostrado.  Agora, Kuleshani, o mais magnífico dos mantra é revelado. Suas características não podem ser ditas. Eu falo para eles por causa do seu amor. Escutem, Oh aquele que me são querido como a própria vida! O mantra chamado de Sri Paraprasada é o principal mantra, situado no Urdvhamnaya. Quem conhecer este mantra, que é a suprema criação, torna-se igual a Shiva."

## Citações
1. ↑  «Kulārṇava Tantra». sriganesa.com. Consultado em 19 de março de 2019
2. ↑  NESFIELD, JOHN COLLINSON, A Catalogue of Sanscrit Mss. Existing in Oudh, p.32, 1876.